# Leonie ter Braak
Leonie ter Braak (Buurse, 28 september 1980) is een Nederlands model, televisiepresentatrice en actrice.
Ter Braak werkte als fotomodel en presenteerde ook voor RTV Oost de televisieprogramma's Prikkels en Vet plat. Het eerste is een programma waarin Ter Braak op zoek gaat naar prikkelende locaties in Overijssel, trendy winkels, uitgaansgelegenheden etc. Van 2007 tot 2011 presenteerde zij voor RTV Oost het praatprogramma En dan nog even dit. In de televisieserie Van Jonge Leu en Oale Groond speelde Ter Braak de rol van Eva. Ze volgde een deeltijdopleiding aan de toneelschool in Amsterdam.
Ter Braak was in het najaar van 2010 te zien in het NTR-programma Keuringsdienst van Waarde. Vanaf september 2012 was ze presentatrice van het ontbijtprogramma Vandaag de dag (WNL), dat op werkdagen 's morgens te zien was op Nederland 1. In 2015 kreeg het programma een andere naam: Goedemorgen Nederland. Eind 2017 verliet Ter Braak het programma en stapte ze over naar SBS6. Hier presenteerde ze onder andere Shownieuws, Kinderen kopen een huis en HLF8. Ook was ze als deelnemer of gast in verschillende programma's te zien, waaronder Ladies Night, Wie is de Mol en Vandaag Inside. Op 4 oktober 2022 werd bekend dat ze in januari 2023 in dienst zou treden bij RTL.
Ter Braak maakt voor het Algemeen Dagblad de serie De Roze Hel met bekende en onbekende ouders, over alles wat mensen liever niet willen weten over het ouderschap. Ter Braak is zelf ook ouder: ze heeft twee kinderen. In 2020 deed ze mee aan het programma Wie is de Mol?
Ze maakte in februari 2020 haar filmdebuut in de speelfilm De beentjes van Sint-Hildegard, waarin ze Liesbeth speelt, de dochter van Jan (Herman Finkers).
Tevens was Ter Braak van 2022 tot 2024 vaste columnist in het tijdschrift &C: het magazine van Chantal Janzen.
In 2023 wist Ter Braak Het perfecte plaatje in Zuid-Afrika te winnen. Daarvoor werd zij beloond met een eigen expositie in Museum Hilversum.

## Televisie
Presentatie:
- Prikkels en Vet plat
- En dan nog even dit (2007-2011)
- Keuringsdienst van Waarde (2010)
- Half 8 Live! (2012)
- Vandaag de dag (2012-2015)
- Goedemorgen Nederland (2015-2017)
- Hufterproef (2018)
- Wat is de uitslag? (2018)
- Marktplaats: Heel Holland Handelt (2018)
- Hart van Nederland (2018-2019) - invaller
- Shownieuws (2019-2020)
- 6 Inside (2019)
- Mars tegen Venus (2019) - teamcaptain
- Niets liever dan een kind (2019)
- Nederland geeft licht (2019)
- Shownieuws: kerstspecial (2019)
- Uit het leven gegrepen (2020-2021)
- Kinderen kopen een huis (2021-2023)
- De Dansmarathon (2021)
- Cupido ofzo (2021)
- Van je familie moet je het hebben (2022)
- HLF8 (2022) - invaller
- HLF8 (2022)
- Blow Up (2023), presentatieduo met Martijn Krabbé[3]
- Voor Hetzelfde Geld (2024-heden)
- Wat Een Dag! (2024)
- Wonen Onder De Zon Voor Minder Dan Een Ton (2024-heden)
- B&B Vol Liefde (2024-heden)
- Winter Vol Liefde (2025)[4]

Acteerwerk:
- Van Jonge Leu en Oale Groond (2005-2007) - "Eva Kroeze"

Deelname:
- Ranking the Stars (2015)
- Ik hou van Holland (2015 & 2019)
- Weet Ik Veel (2016)
- Zullen we een spelletje doen? (2016)
- De Jongens tegen de Meisjes (2017)
- Vier handen op één buik (2018) - begeleidde een tienermoeder
- De Slimste Mens (2018)
- Dit Was Het Nieuws (2018 & 2020)
- De Gordon tegen Dino Show (2019)
- Deze quiz is voor jou (2020)
- Wie is de Mol (2020) - 6e afvaller in aflevering 8
- Ladies Night (2020) - vaste gast voor een aantal afleveringen
- Code van Coppens: De wraak van de Belgen (2021) - deelnemers-duo met Tina de Bruin
- Wie kent Nederland? (2021-2022) - panellid
- Kiespijn (2022) - kandidate, team rechts
- Vandaag Inside (2022) - tafelgast
- Make Up Your Mind (2023) - panellid
- Het perfecte plaatje in Zuid-Afrika (2023) - winnares
- Oh, wat een jaar! (2023)
- Beste Kijkers (2023-2025) - panellid
- Doet-ie 't of doet-ie 't niet (2024) - captain

## Filmografie
- Herman Finkers: Liever dan geluk (2010) - Maria
- De beentjes van Sint-Hildegard (2020) - Liesbeth
- Zwanger & Co (2022) - Maxime
- De Tatta's (2022) - Laura van Kempen
- De Tatta's 2 (2023) - Laura van Kempen